# Sole 365
Sole 365 è un'insegna di una società italiana (AP Commerciale s.r.l.) attiva nella grande distribuzione organizzata con sede centrale a Napoli.

## Storia
L’azienda AP Commerciale venne fondata a Napoli e nel 2013 aprì il primo punto vendita nel quartiere Rione Alto a Napoli con insegna SoleMarket, che divenne a distanza di pochi mesi Sole 365. Il marchio è presente in Campania, insieme a Dok Supermercati, ad opera del Gruppo Megamark s.r.l. di Trani, prima azienda distributiva del Sud Italia, a sua volta membro del Gruppo Selex. A novembre 2024 il marchio era presente con 83 punti vendita esclusivamente in Campania. Dal 10 ottobre 2024, venne inaugurato il primo punto vendita al di fuori della Campania, nella città di Formia, in provincia da Latina. Ad agosto 2025 ha raggiunto il numero di 100 punti vendita.

## Filosofia aziendale
In quanto parte del gruppo Megamark, la catena vende i prodotti a marchio commerciale Selex nei propri punti vendita. A differenze di altre catene, adotta una politica "senza promozioni", detta "every day low price"; non dovendo aggiornare i consumatori sulle nuove offerte la società non stampa volantini pubblicitari.
L'insegna utilizzata per tutti i punti vendita è "Sole 365".